# Grazia Zafferani
Grazia Zafferani, née le 31 décembre 1972 à Saint-Marin, est une femme d'État saint-marinaise, membre du Mouvement civique R.E.T.E.. Elle est capitaine-régente de Saint-Marin, avec Alessandro Mancini du 1er avril au 1er octobre 2020.

## Biographie

### Carrière
Zafferani travaille comme entrepreneuse dans le domaine de l'habillement. Elle se lance ensuite dans la politique et devient membre fondatrice et première présidente du mouvement civique R.E.T.E. en 2012, avant d'être élue membre du Grand Conseil général lors de trois élections consécutives depuis 2013.
Le 18 mars 2020, elle est élue capitaine-régente avec Alessandro Mancini. Ils entrent en fonction le 1er avril 2020 suivant pour un semestre.

### Vie privée
Grazia Zafferani est la petite-fille de Luigi Zafferani, capitaine-régent en 1947, et la nièce de Rossano Zafferani, qui a occupé le même poste en 1987-1988.